# Packard Six
.
Der Packard Six bezeichnet eine Serie von Sechszylinder-Automobilen, die die Packard Motor Car Company in Detroit in den Modelljahren 1925 bis 1928 fertigte. Im Jahre 1937 lebte das Modell wieder auf wurde bis 1939 weitergebaut. 1940 folgte die Ablösung durch den Packard One-Ten. Im wegen des Zweiten Weltkrieges verkürzten Modelljahr 1942 wurde nochmals ein Modell Six hergestellt.

## 1925–1928

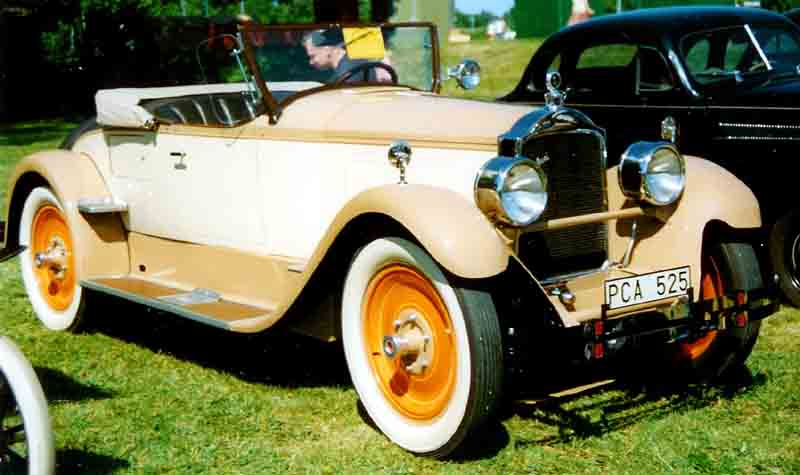
Packard Six Model 426 Runabout (1927; body style 302)

Das 1924 erschienene Modell Single Six wurde 1925 stark überarbeitet und in „Packard Six“ umbenannt.
Der Wagen hatte weiterhin einen Reihensechszylindermotor mit seitlich stehenden Ventilen, nun aber mit 4729 cm³ Hubraum (Bohrung × Hub = 88,9 mm × 127 mm) und einer Leistung von 60 bhp (44 kW) bei 3200/min. Über eine Neunscheiben-Ölbadkupplung wurde die Motorkraft an ein teilsynchronisiertes, manuelles Dreiganggetriebe und dann an die Hinterräder weitergeleitet. Die mechanischen Bremsen wirkten auf alle vier Räder. Neu war, wie beim gleichzeitig erschienenen Eight die Zentralschmierung.
Auch die Fahrgestelle mit den Radständen von 3200 mm und 3378 mm wurden übernommen. Beide Fahrgestelle gab es mit unterschiedlichsten geschlossenen und offenen Aufbauten für 4 – 7 Passagiere.
1927 wurde, wie beim Schwestermodell Eight, der Motor gründlich überarbeitet: Er bekam Aluminiumkolben und einen neuen Zylinderkopf mit besserer Verwirbelung der Verbrennungsgase. Die Leistung stieg beträchtlich auf 81 bhp (59,6 kW). Gleichzeitig bekam der Wagen eine neue Zweischeibenkupplung. In dieser Ausführung wurden die Fahrzeuge ohne große Änderungen auch im Folgejahr weitergebaut.
1929 entfielen die Modelle mit Sechszylindermotor komplett. Vom Six waren in 4 Jahren 107.443 Exemplare entstanden.

## 1937–1939

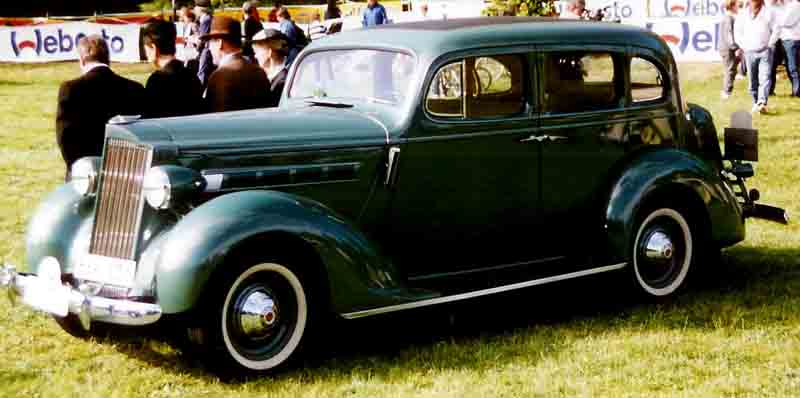
Packard Six Model 115-C Touring Sedan 4 Türen (1937, body style 1082)

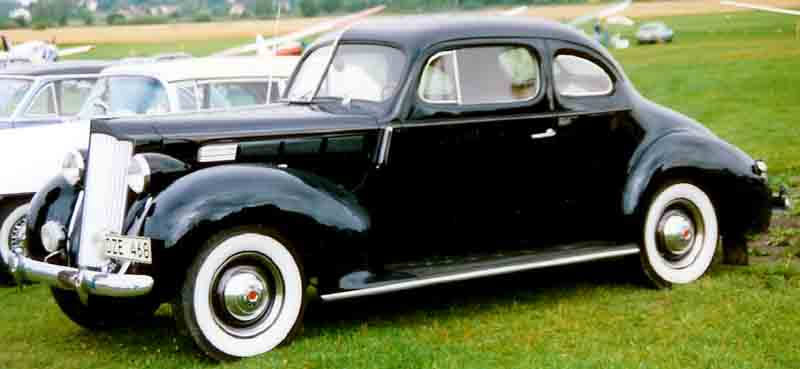
Packard Six Model 1600 Club Coupé (1938; body style 1185)

Erst 1937 erschien bei Packard wieder ein Modell mit Sechszylindermotor als preisgünstige Alternative zum Achtzylindermodell One-Twenty.
Der Wagen hatte immer noch einen Reihensechszylindermotor mit seitlich stehenden Ventilen, nun aber mit 3884 cm³ Hubraum (Bohrung × Hub = 87,3 mm × 107,9 mm) und einer Leistung von 100 bhp (74 kW) bei 3.600/min. Der Motor entstand aus dem des Packard 120 durch Weglassen von zwei Zylindern. Über eine Einscheiben-Trockenkupplung wurde die Motorkraft an ein teilsynchronisiertes, manuelles Dreiganggetriebe (mit Knüppelschaltung) und dann an die Hinterräder weitergeleitet. Die hydraulischen Bremsen wirkten auf alle vier Räder.
Das einzig verfügbare Fahrgestell hatte einen Radstand von 2921 mm. Es war mit unterschiedlichsten geschlossenen und offenen Aufbauten für 2 – 5 Passagiere zu bestücken, darunter auch einem Kombiwagenaufbau (Woody).
Im Folgejahr wurde der Motor aufgebohrt und besaß nun einen Hubraum von 4.015 cm3 (Bohrung × Hub = 88,9 mm × 107,9 mm). Die Leistung blieb dabei unverändert. Neu war auch das Fahrgestell mit einem Radstand von 3.099 mm, das – alternativ zu den bisher erhältlichen Karosserien in Gemischtbauweise – nun auch mit Ganzstahlkarosserien (2-türige Limousine und Club-Coupé) erhältlich war. Der Kombiwagen entfiel.
1939 wanderte der Schalthebel von der Wagenmitte an die Lenksäule und es war gegen Aufpreis ein Overdrive für das Dreiganggetriebe erhältlich. Alle Wagen erhielten eine verstärkte Hinterradfederung und es gab wieder einen Kombiwagen.
Im Modelljahr 1940 wurde der Six ohne große Veränderung in One-Ten umbenannt. In drei Jahren entstanden 84.450 Six.

## 1942

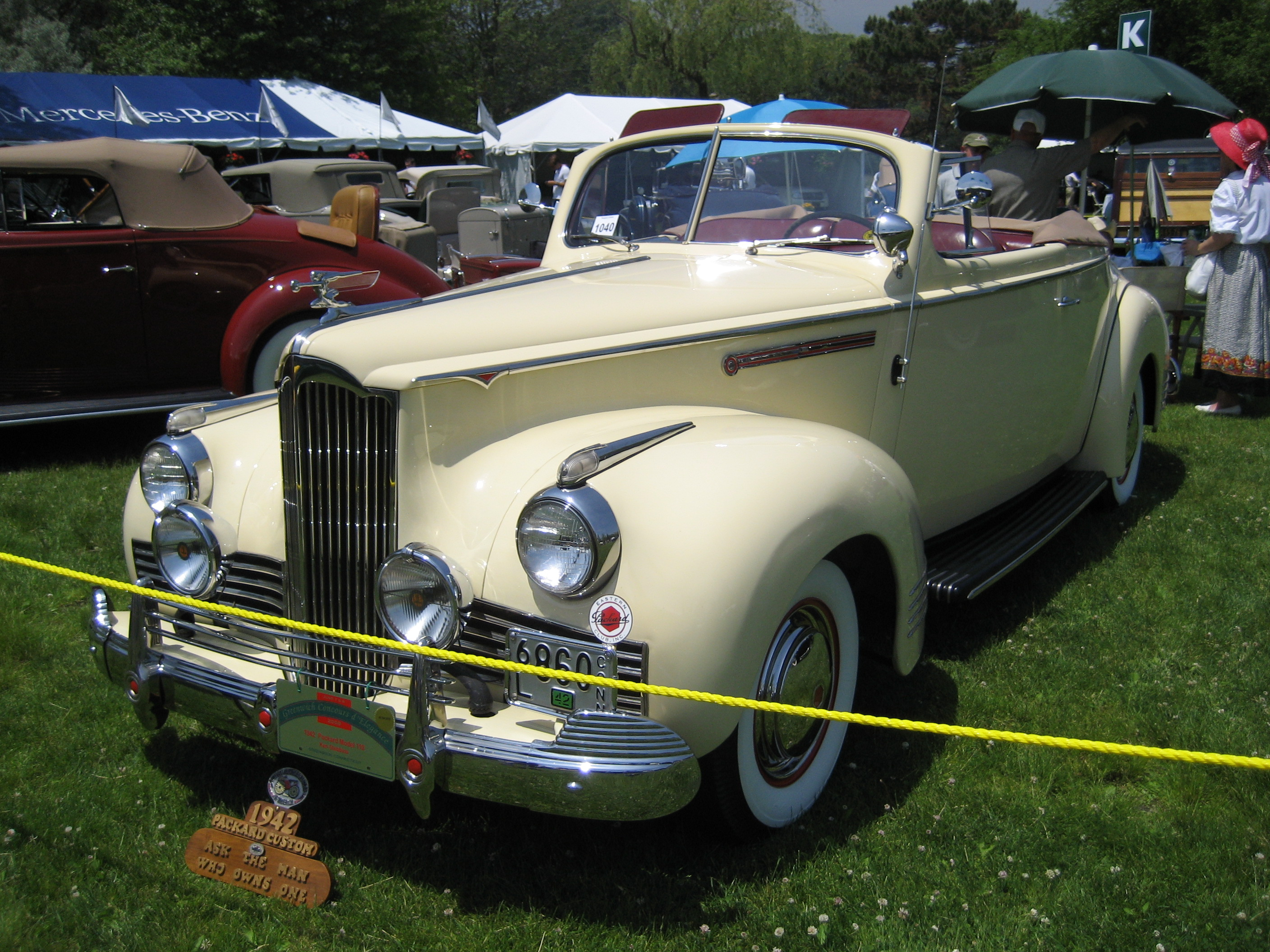
Das Packard Six Convertible Coupe Modell 2000 war neben dem Taxi das einzige Modell im Vorjahres-Design

Das 1942er-Modell mit sechs Zylindern wurde im August 1941 eingeführt. Es hieß nun nicht mehr One-Ten, sondern wiederum Six. Bereits im Februar 1942 wurde wegen der Rohstoffknappheit durch den Zweiten Weltkrieg die Produktion von Zivilfahrzeugen in den USA verboten.
Die technische Auslegung entsprach dem des One-Ten des Vorjahres. Die meisten Versionen erhielten neu das Clipper-Styling auf einem kürzeren Radstand von 3.048 mm (120 Zoll). Nur das Cabriolet und das Taxi behielten – mit minimalem Facelift – das Vorjahresdesign. Das Cabriolet blieb beim Radstand des Vorjahres (3.098 mm resp. 122 Zoll). Nach dem Wegfall des Convertible Sedan war es die einzige offene Variante dieser Baureihe. Das Taxi hatte einen Radstand von 3.378 mm (133 Zoll). Das Cabrio entfiel danach ersatzlos, ein Taxi erschien nach dem Krieg mit Clipper-Styling.
In diesem letzten Jahr wurden noch einmal 11.355 Packard Six hergestellt. Der technisch weitgehend identische Nachfolger war ab 1946 der Packard Clipper Six.